# Labarde
Labarde é uma comuna francesa na região administrativa da Nova Aquitânia, no departamento da Gironda. Estende-se por uma área de 4,76 km². Em 2010 a comuna tinha 595 habitantes (densidade: 125 hab./km²).